# El Pobladito de Ampolla
El Pobladito de Ampolla é um sítio arqueológico localizado em Quebrada de Ampolla, próximo à cidade de San Antonio de los Cobres, na província de Salta, noroeste da Argentina. O sítio está situado a uma altitude de aproximadamente 3.800 metros acima do nível do mar, no setor sul da Puna Argentina.

## Arqueologia
El Pobladito de Ampolla é um dos poucos assentamentos antigos conhecidos na região sul de Puna. É composto por diversas estruturas domésticas, unidades de armazenamento e depósitos de rejeitos distribuídos por uma encosta rochosa. A datação por radiocarbono do local, particularmente do monte de rejeitos designado Ampolla 10, indica ocupação humana durante os primeiros quatro séculos d.C. Os vestígios cerâmicos no local estão associados aos estilos culturais Condorhuasi e Cortaderas, o que reforça ainda mais este contexto cronológico.

## Restos de fauna
As escavações em El Pobladito de Ampolla revelaram um rico conjunto de restos faunísticos, refletindo uma estratégia de subsistência diversificada. Isso inclui camelídeos (principalmente Lama spp.), roedores, pássaros, peixes e uma variedade notável de caracóis. Entre os moluscos, conchas bem preservadas de Drymaeus poecilus eram particularmente abundantes, juntamente com fragmentos de Megalobulimus e Plagiodontes. Algumas dessas conchas apresentavam sinais de modificação antropogênica, indicando seu uso como ornamentos ou ferramentas. As evidências sugerem que os caracóis terrestres podem ter desempenhado funções tanto alimentares como utilitárias.

## Contexto cultural
O local oferece uma visão sobre a vida primitiva da aldeia no ambiente de alta altitude da Puna Argentina. Os habitantes de El Pobladito de Ampolla parecem ter praticado uma estratégia de subsistência generalista, explorando uma variedade de recursos locais. A presença de estilos cerâmicos, vestígios arquitetônicos e conchas de moluscos modificadas aponta para uma comunidade envolvida em interações complexas com seu ambiente, incluindo processamento de recursos, produção de ornamentos e possivelmente práticas comerciais ou simbólicas.